# Ladislav Petráš
Ladislav Petráš (* 1. prosince 1946, Prievidza, Československo) je bývalý slovenský fotbalista, československý reprezentant, držitel zlaté medaile z Mistrovství Evropy roku 1976, účastník Mistrovství světa 1970 v Mexiku a Letních olympijských her roku 1968 v Ciudad de México. Po skončení hráčské kariéry se dal na trenérskou dráhu.

## Klubová kariéra
Narodil se 1. prosince 1946 v Necpalech, městské části Prievidzi, která byla do roku 1945 samostatnou obcí.
Hráčskou kariéru odstartoval v 18 letech v Baníku Prievidza (1964–1968), který během jeho působení i jeho zásluhou postoupil do druhé celostátní ligy. Následovala dvouletá základní vojenská služba v Dukle Banská Bystrica (1968–1969) a potom následovalo 11 sezón v Interu Bratislava (1969–1980). Kariéru zakončil v Rakousku za WAC Vídeň (1980–1983).
Hned v první ligové sezóně byl nejlepším střelcem československé 1. ligy (1968/69), kdy vstřelil 20 gólů. V sezóně 1974/75 úspěch zopakoval, shodou okolností se stejným počtem vstřelených gólů. V roce 1974 dal v dresu Interu Bratislava v zápase proti Spartě Praha 5 branek a přispěl k vítězství 7:4.
V lize odehrál 239 zápasů, vstřelil 85 gólů.

## Reprezentační kariéra
V československé reprezentaci debutoval 3. prosince 1969 v Marseille v kvalifikačním zápase na MS 1970 proti Maďarsku (výhra 4:1). Přestože odehrál v reprezentaci pouze jediný zápas, byl v nominaci na Mistrovství světa v Mexiku 1970. Zde odehrál všechny tři zápasy v základní sestavě a jako jedinému z týmu se mu podařilo vstřelit gól. Trefil se v úvodním zápase proti Brazílii v 17. minutě utkání, přičemž do té doby stihl dva průniky, které obránci zastavili na poslední chvíli a jednu velice nebezpečnou střelu, která šla nad břevno. Po vstřeleném gólu běžel k postranní čáře, kde si klekl a pokřižoval se. Byl prvním fotbalistou v historii, který tak učinil během zápasu. Ve druhém utkání na šampionátu proti Rumunsku vstřelil úvodní gól zápasu již ve 4. minutě.
Jelikož Mexičané postavili nejlepším hráčům z každého zúčastněného týmu sochy, jedna ze soch znázorňuje i Ladislava Petráše a stojí v hlavním městě Ciudad de México před Aztéckým stadiónem.
S reprezentací se rozloučil v přátelském zápase pro Švýcarsku 24. května 1977. V československé reprezentaci odehrál celkem 19 zápasů a vstřelil 6 gólů. V Poháru UEFA nastoupil v 5 utkáních a dal 2 góly.

## Ligová bilance
| Ročník                                     | Zápasy | Góly | Klub                  |
| ------------------------------------------ | ------ | ---- | --------------------- |
| 1. československá fotbalová liga 1968/1969 | 21     | 20   | Dukla Banská Bystrica |
| 1. československá fotbalová liga 1969/1970 | 25     | 8    | Inter Bratislava      |
| 1. československá fotbalová liga 1970/1971 | 15     | 0    | Inter Bratislava      |
| 1. československá fotbalová liga 1971/1972 | 26     | 3    | Inter Bratislava      |
| 2. československá fotbalová liga 1972/1973 | -      | -    | Inter Bratislava      |
| 1. československá fotbalová liga 1973/1974 | 29     | 4    | Inter Bratislava      |
| 1. československá fotbalová liga 1974/1975 | 25     | 20   | Inter Bratislava      |
| 1. československá fotbalová liga 1975/1976 | 18     | 9    | Inter Bratislava      |
| 1. československá fotbalová liga 1976/1977 | 24     | 6    | Inter Bratislava      |
| 1. československá fotbalová liga 1977/1978 | 18     | 5    | Inter Bratislava      |
| 1. československá fotbalová liga 1978/1979 | 28     | 8    | Inter Bratislava      |
| 1. československá fotbalová liga 1979/1980 | 12     | 2    | Inter Bratislava      |
| CELKEM 1. liga                             | 241    | 85   |                       |

## Trenérská kariéra
Po skončení hráčské kariéry se stal fotbalovým trenérem, trénoval Inter Bratislava a slovenskou reprezentaci do 21 let. U národního týmu působil jako asistent. V letech 2000 a 2001 jako asistent trenéra v Interu Bratislava se spolupodílel na zisku dvou titulů mistra Slovenska a vítězství ve Slovenském poháru.

## Biografie
V červenci 2014 vyšla biografická kniha s názvem Laco Petráš, futbalová legenda z hornej Nitry, kterou napsal Ľubomír Dzurák ve spolupráci s novinářem Svetozárem Okruckým. Mapuje hráčovu kariéru včetně významných milníků.